# Symphony Solutions
Symphony Solutions NV – międzynarodowa firma IT świadcząca usługi związane z produkcją oprogramowania, testowania oraz outsourcingiem procesów biznesowych.

## Historia
Firma została założona przez Holendra – Theo Schnitfink w 2008 roku jako firma outsourcingowa dla klientów z Europy, USA oraz Kanady.
W 2016 roku Symphony Solutions zatrudniała 250 pracowników. Tego samego roku, firma została umieszczona w rankingu CioReview jako jedna z 20 najbardziej obiecujących firm zajmujących się technologiami związanymi z Java.
W marcu  2016 roku firma wzięła udział w Forum Biznesowym Ukraina – Holandia jako przedstawiciel ukraińskiego rynku IT.
1 grudnia 2016 roku Symphony Solutions otworzyła oficjalnie nowy oddział firmy
w Polsce (Rzeszów). Tego samego roku, firma była Partnerem konferencji Kariera IT (Careercon) w Rzeszowie wraz z Accenture, G2A.COM, Deloitte.
27 stycznia 2017 firma była oficjalnym partnerem wydarzenia “Dzień z Pracodawcą”, które zorganizowała Wyższa Szkoła Informatyki i Zarządzania w Rzeszowie.

## Struktura firmy
Oddziały operacyjne:
- Holandia – Amsterdam (główna siedziba firmy)
- Macedonia Północna – Skopje
- Polska – Rzeszów, Kraków
- Ukraina – Lwów

## Główne obszary działalności
Symphony Solutions specjalizuje się między innymi w takich technologiach jak: SAP, Java, C#, C++, PHP, JavaScript, Angular.JS, Node.js, Salesforce (Salesforce.com), Android, iOS, Go, Python, .Net Framework, projektowanie stron internetowych, manualne oraz automatyczne testowanie aplikacji.

## Programy partnerskie
Symphony Solutions jest Złotym Partnerem Microsoft, SAP, Hi-Tech Initiative, Qt oraz członkiem European Business Association.